# José Joaquín Barluenga Mur
José Joaquín Barluenga Mur (Tardienta, Osca, 1940 - Oviedo, Astúries, 7 de setembre de 2016) va ser un químic i investigador espanyol.

## Estudis
Va estudiar química en la Universitat de Saragossa acabant la carrera en 1963, posteriorment es va doctorar a la mateixa universitat sota la supervisió del professor Vicente Gómez-Aranda en 1966.
Després de doctorar-se realitza la seva estada postdoctoral entre 1967-1970 sota la direcció del professor Heinz Hoberg en el departament de química organometàl·lica del Max-Planck-Institut für Kohlenforschung a Mülheim, pertanyent a la Societat Max Planck.
En 1970, de nou a Espanya, entra com a científic al Consell Superior d'Investigacions Científiques (CSIC) a la ciutat de Saragossa. Entre 1972-1975 ostenta el lloc de professor agregat de la universitat de Saragossa. En 1975 obté la càtedra de química orgànica a la Universitat d'Oviedo, lloc en el que treballa fins a la seva defunció.

## Càrrecs
- President de la comissió assessora per a la recerca Científica i Tecnològica del Ministeri d'Educació i Ciència d'Espanya.
- President del Primer Comitè Español d'Avaluació de la Recerca Científica i Tecnològica del Ministeri Espanyol d'Educació i Ciència.
- Des de 1997 President de la Divisió Orgànica de la Reial Societat Espanyola de Química.
- Promotor de l'Institut Universitari de Química Organometàl·lica "Enrique Moles" en 1993.
- Director de l'Institut Universitari de Química Organometàl·lica "Enrique Moles" en 1993.

## Premis

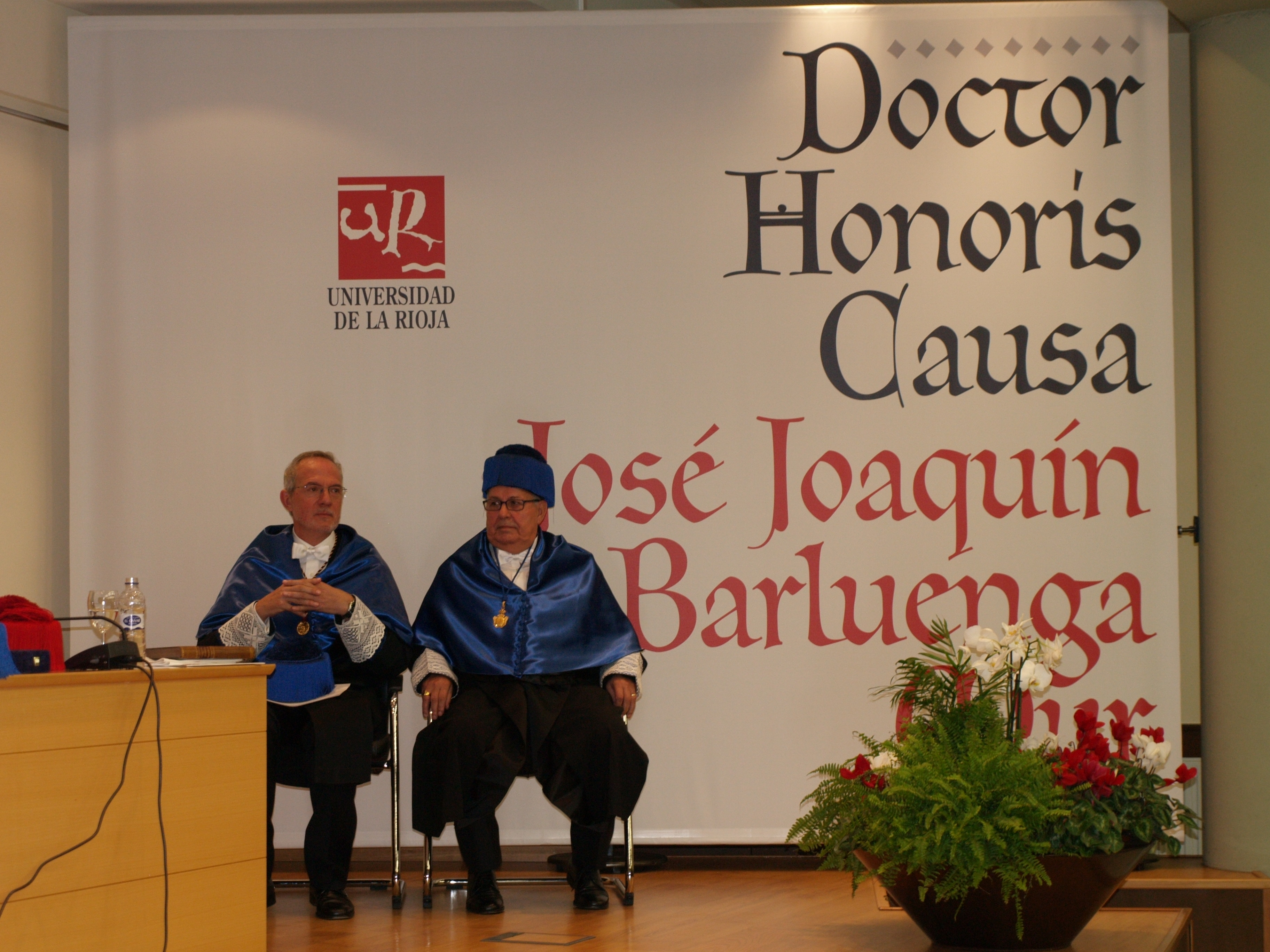
José J. Barluenga, en l'acte d'imposició del Doctorat 'Honoris causa' per la Universitat de La Rioja.

- 1989 Premi de Recerca de la Fundació «Alexander von Humboldt», Alemanya (1a edició).
- 1990 Premi Solvay de la CEOE.
- 1991 Premi DuPont (1a edició).
- 1996 Premi Iberdrola de Ciència i Tecnologia.
- 1999 Medalla d'Or de la Reial Societat Espanyola de Química.
- 2001 Insígnia d'Or de la Universitat d'Oviedo.
- 2001 Premi Nacional d'Investigació Enrique Moles (1a edició) pels seus estudis sobre síntesi orgànica, síntesi asimètrica, síntesi orgànica dels complexos dels metalls de transició
- 2002-2003 i 2003-2004 Merck-Sharp & Dohme
- 2005 Premi Germans Elhuyar-Hans Goldschmidt.
- 2005 Premi Rei Jaume I de Recerca.
- 2009 Medalla de plata d'Astúries.

## Doctorhonoris causa
- Doctor honoris causa per la Universitat d'Alcalá d'Henares (2000)
- Doctor honoris causa per la Universitat de La Rioja (2010)

## Societats
- Acadèmic Corresponent de la Reial Acadèmia de Ciències Exactes, Físico-Químiques i Naturals de Saragossa (1989).
- Membre del Consell Editor de Synlett des de 1989.
- Membre del Consell Editor del Bulletin de la Société Chimie de France des de 1992 fins a 1997.
- Membre del Consell Editor de New Journal of Chemistry des de 1998.
- Membre del Consell Editor de Journal of the Chemical Society, Perkin Trans. 1 des de 1993
- Membre Electe del Organic Division Committee de IUPAC des de 1993
- Membre del Consell Editor d' Advanced Science & Catalysis des de 2001.
- Membre del Consell Editor d' European Journal of Organic Chemistry des de 2001.
- Membre del Consell Científic de l'Institut Català d'Investigació Química des de 2000